# Albert Guyot

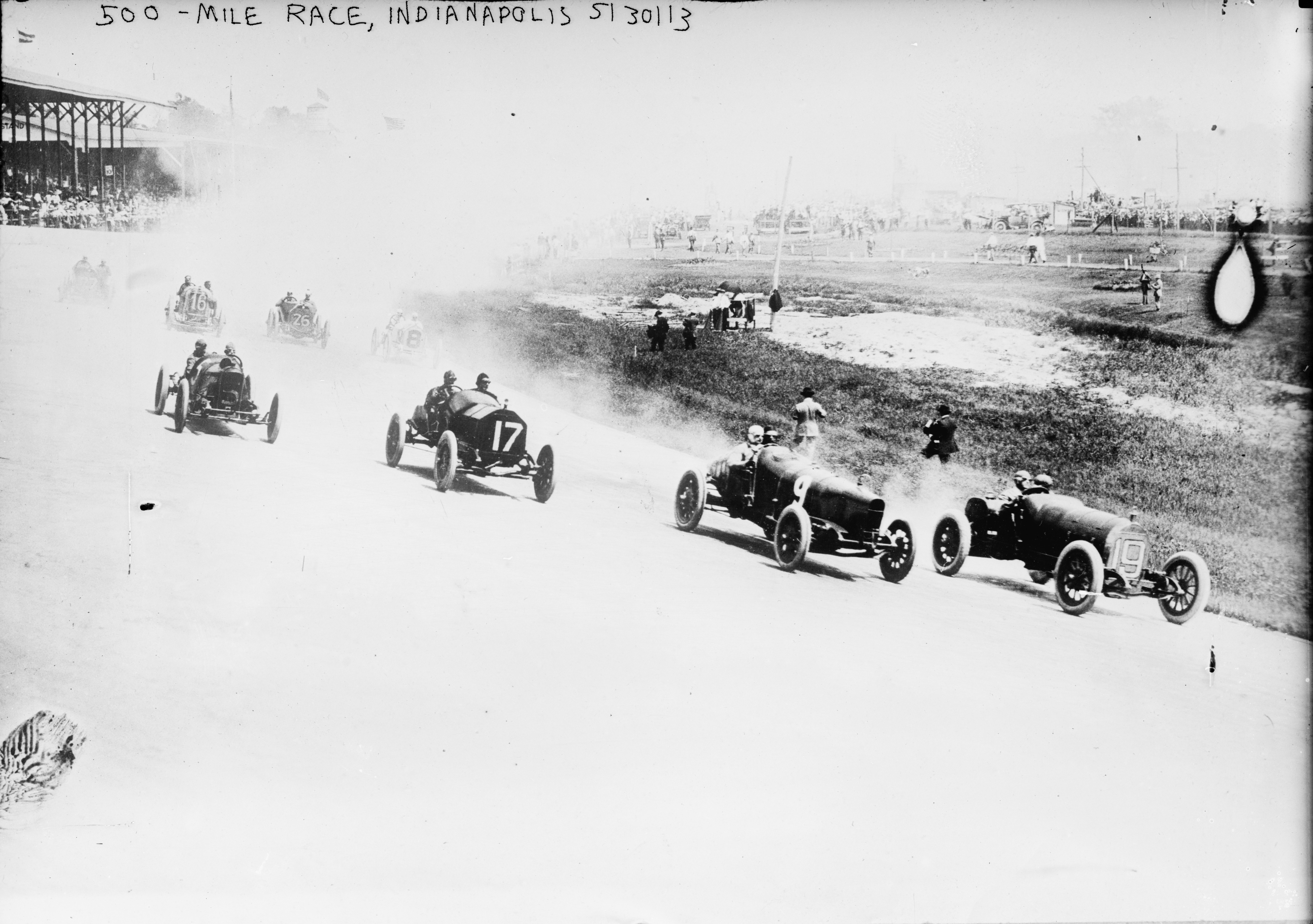
Albert az 1913-as Indianapolisi 500-as versenyen (jobbról a második)

Albert Guyot (Orléans, 1881. december 25. – Neuilly-sur-Seine, 1947. május 24.) francia autóversenyző.

## Pályafutása
1913 és 1926 között öt alkalommal vett részt az Indianapolisi 500 mérföldes autóversenyen.
Az 1913-as futamon a negyedik helyen végzett. 1914-ben a szintén francia René Thomas és a belga Arthur Duray mögött a harmadik helyen ért célba. Ez volt az első alkalom a verseny történelmében, hogy a dobogón egy amerikai pilóta sem szerepelt. Albert ezt követően csak öt év kihagyás után, 1919-ben az első világháború végeztével állt rajthoz újfent a futamon. Ezen a versenyen a negyedik lett.
1921-ben a nyolcadik helyen végezett, mely a legjobb európai eredmény volt az az évi futamon. 1926-ban mindössze nyolc kört tett meg a futamon, amikor is dugattyú meghibásodás miatt kiesett.

## Eredményei

### Indy 500
| Év       | Rajtszám | Rajthely | Eredmény | Körök | Élen | Kiesés oka |
| -------- | -------- | -------- | -------- | ----- | ---- | ---------- |
| 1913     | 9        | 2        | 4        | 200   | 0    |            |
| 1914     | 10       | 11       | 3        | 200   | 9    |            |
| 1919     | 32       | 3        | 4        | 200   | 0    |            |
| 1921     | 21       | 15       | 8        | 200   | 0    |            |
| 1926     | 39       | 19       | 28       | 8     | 0    | Dugattyú   |
| Összesen | Összesen | Összesen | Összesen | 808   | 9    |            |

| Indulás  | 5 |
| Pole p.  | 0 |
| Első sor | 2 |
| Győzelem | 0 |
| Top 5    | 3 |
| Top 10   | 4 |
| Kiesett  | 1 |

## Fordítás
- Ez a szócikk részben vagy egészben  az   Albert Guyot című angol Wikipédia-szócikk fordításán alapul.  Az eredeti cikk szerkesztőit annak laptörténete sorolja fel. Ez a jelzés csupán a megfogalmazás eredetét és a szerzői jogokat jelzi, nem szolgál a cikkben szereplő információk forrásmegjelöléseként.